# Bernard Malamud

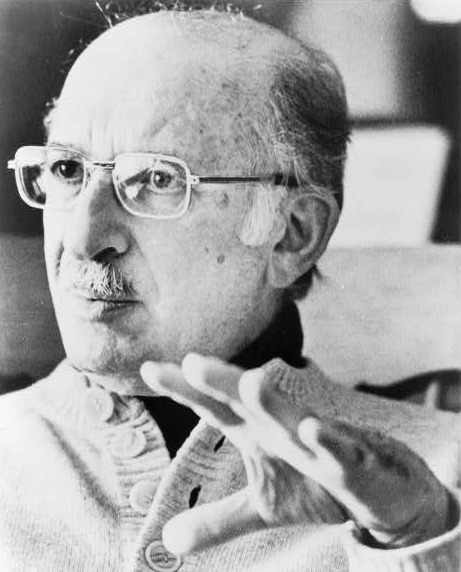
Bernard Malamud a finals dels anys 70

Bernard Malamud (Nova York, 26 d'abril de 1914- Nova York, 18 de març de 1986) va ser un escriptor estatunidenc que es considera un dels autors més destacats de la literatura jueva dels Estats Units. La seva novel·la The Fixer, escrita el 1966, que s'inspirà en la vida de Menahem Mendel Beilis fou guardonada alhora amb el Premi Pulitzer i el National Book Award.